# Mads Mensah Larsen
Mads Mensah Larsen (Holbæk, 12 agosto 1991) è un pallamanista danese, in forza al SG Flensburg-Handewitt.

## Carriera
Gioca in nazionale dal 2011 e con essa ha vinto la medaglia d'oro ai Giochi olimpici del 2016. Inoltre ha partecipato a quattro campionati mondiali (2013, 2015, 2017 e 2019), vincendo il mondiale nel 2019 ed ottenendo un secondo posto nel 2013, e a tre campionati europei (2014, 2016 e 2018), ottenendo ugualmente un secondo posto nel 2014.

## Palmares

### Club

#### Competizioni nazionali
- Håndboldligaen: 2

AG Copenaghen: 2011-12
Aalborg: 2012-13
- Supercoppa di Danimarca di pallamano maschile: 2

AG Copenaghen: 2011
Aalborg: 2012
- Handball-Bundesliga : 2

Rhein-Neckar Löwen: 2015-16, 2016-17
- DHB Pokal :

Rhein-Neckar Löwen: 2017-18
- DHB Supercup: 3

Rhein-Neckar Löwen: 2016, 2017, 2018

#### Competizioni internazionali
- EHF European League: 2

Flensburg-Handewitt: 2023-24, 2024-25

### Nazionale
- Olimpiadi:

 Parigi 2024
 Tokyo 2020
- Mondiali:

 Germania 2019, Egitto 2021, Polonia e Svezia 2023, Croazia, Danimarca e Norvegia 2025
- Europei:

 Danimarca 2014, Germania 2024
 Slovacchia e Ungheria 2022